# Yes (樂團)
Yes 是一個成立於1968年在倫敦組成的前衛搖滾團體。即使陣容多有更替，Yes 度過了50年以上的時光，並且享譽國際。他們的音樂以強烈活潑的對比著稱，時常有著長時間的歌曲作品，並且在作品中交替著樂手的演奏。

## 歷史

### 早期生涯
Yes 由主唱喬恩·安德森與貝斯手克里斯·思奎爾於1968年成軍。當時的吉他手則是彼得·班克斯，其餘成員有鍵盤手托尼·凱伊與鼓手比爾·布魯福德。在1968年的8月2日於英國舉辦的一場夏令營作了首次表演。當時，Yes 常重新演繹其他藝人的創作，不過往往是將舊作的長度延伸許多，並且在編曲方面高度複雜化（當時深紫樂團也這麼做）。1969年，發行了第一張同名專輯。打從成軍開始，Yes 的成員便都是有著長遠抱負的傑出音樂家。班克斯當時即受到高度的注意，安德森與思奎爾兩人於演唱方面的默契也成了 Yes 音樂上極易辨認的部分了。
1970年，於第二張專輯的錄製上，團體展現了高度企圖心：邀集了三十人的管弦樂團共同演出第二張專輯《Time and a Word》，其中除了
瑞奇·海文斯的作品《No Opportunity Necessary, No Experience Needed》及史蒂芬·史提爾斯的作品 《Everydays》這二首歌曲，其餘皆為團體本身的創作。重新演繹 Havens 的歌曲時，Yes 同時加入了當時的電視影集《The Big Country》的主題曲。遺憾的是，管弦樂團及托尼·凱伊的部分明顯掩蓋了其他團員的表現，也讓《Time and a Word》的音樂內容呈現了不平衡的狀態。在專輯發行前，班克斯被 Yes 解雇。美國版專輯發行時，封面上已然出現史蒂夫·豪，彷彿他有參與這張唱片似的，不過封底仍然出現班克斯的照片。

### 生涯高峰
Yes 於1970年代前期所發行的音樂作品至今仍被多數樂迷認為是他們生涯的最高峰。這些作品的編曲受到古典音樂的薰陶，有著複雜與華麗的樂器表現，不合乎常規的停頓或是長時間的演奏，以及饒富深意（有人說是無病呻吟）的歌詞內容。歌曲長度不同於大多歌曲的三分鐘上下，Yes 此時的作品甚至多有超過二十分鐘以上的。
歌曲演唱的段落間穿插著建立起特立氛圍的樂器演奏，是集體的即興狂喜演出，抑或是吉他或是其他樂器的長篇大作。此時期 Yes 最顯著的特色便是喬恩·安徳森高亢飽滿宛如天籟的嗓音，顯著的和聲，瑞克·威克曼與史蒂夫·豪不絕如縷的交替演奏，比爾·布魯福德多變的鼓點，以及克里斯·史奎爾所彈奏 Rickenbacker model 4001 stereo品牌的電貝斯產生低音獨特之聲。
同時，史奎爾在電貝斯的技術創新上有著傑出的表現，像是運用顫音（tremolo）、哇哇器（wah-wah pedal）等。由布魯福德與史奎爾所構築出的旋律組合至今仍為許多人所激賞。

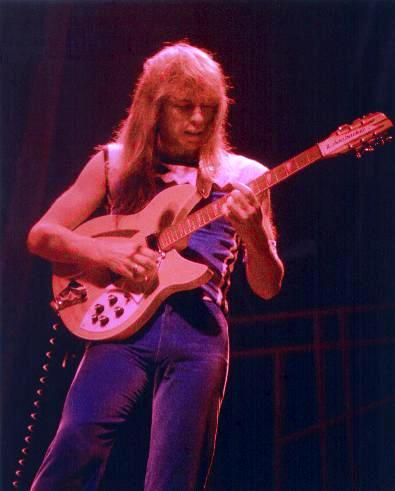
Yes 的吉他手史蒂夫·豪

團體的前兩張專輯明顯地受到披頭四樂團、飛鳥樂隊及賽門與葛芬柯等人的影響。而在彼得·班克斯離開，史蒂夫·豪加入後，Yes 的音樂有了大幅度的提升。在廣受好評的第三張專輯《The Yes Album》中，全部的歌曲皆是由 Yes 所製作，也開始了與兼任製作人與錄音師的 Eddie Offord長期合作，Eddie在錄音室成熟的技巧被認為是塑造出 Yes 聲音效果的一大推手。
在1971年，鍵盤手托尼·凱伊離開了樂團，取而代之的瑞克·威克曼則是從古典音樂科班出身，在加入 Yes 之前，便已經在大卫·鲍伊與盧·里德的專輯中嶄露頭角了。
威克曼的加入，使 Yes 中的吉他與鍵盤產生了良好的化學效用。同時，他也加入了電子合成器的Mellotron與Minimoog的效果功能到 Yes 的音樂中。
經典陣容（Anderson、Bruford、Howe、Squire及Wakeman）所錄製的第一首歌是改編自保羅·賽門的《America》。這首歌曲最先是收錄在大西洋唱片所出的合輯《The Age of Atlantic》。從此之後，Yes 便不再有改編自他人的作品了。
有了這位鍵盤手加入後，Yes 將邁入生涯最發光發亮的時刻，亦即發行了《Fragile》 (1971) 以及《Close to the Edge》(1972) 這兩張叫好又叫座的專輯。Yes 成了在70年代最受歡迎的樂團之一，他們的現場演出正好碰上當時的燈光音響技術大進步而有著極高的品質，許多樂迷不只是聽音樂更是在享受「看」演唱會。
從《Fragile》開始，Roger Dean開始長期參與 Yes 的封面創作、設計廣為人知的 Yes 標誌以及舞台燈光的布造。有些人認為《Close to the Edge》稱得上前衛搖滾各類型中的翹楚。另外，自從《The Yes Album》中的「Starship Trooper」問世後，Yes 歌迷便打趣地自稱為「Troopers」。
然而在《Close to the Edge》的大成功後，布魯福德離開 Yes 加入深紅之王的新聞在歌迷的心中留下了一個大大的問號。鼓手的位置由 Plastic Ono Band 的鼓手艾蘭·懷特頂替。這個新陣容的新作品便是一張收錄 1972 至 1973年現場作品的 《Yessongs》。
《Yessongs》的發行在當時稱的上一大創舉，由於當時 3LP 的專輯十分地少，加上其中的歌曲皆為先前已發行過歌曲的現場版，對於大西洋唱片來說這張專輯的銷售成績存有相當大的變數，最後仍舊發行的決心可說是一次大膽的賭博。Roger Dean 對這張大作也回報以橫跨三張內頁的插圖，讓原有的作品更凸顯出其鴻心壯志。市場終究沒讓 Yes 的努力白費，《Yessongs》的銷售成績遠高於他們的預期。
下一張錄音室專輯《Tales from Topographic Oceans》對 Yes 日後的發展有顯著影響：樂迷已經對此類型的長篇大作感到演倦了。四首都將近二十分鐘的歌曲，讓人不禁覺得 Yes 似乎是走火入魔抑或是走入了自得其樂的境界。威克曼對此張專輯十分不滿意，並且與團員在創作上有著相岐的意見，於是在《Tales》巡迴演唱期間便同意他離團單飛。

### 持續的變動
莫拉茲在1974年的《Relayer》中取代了威克曼成了鍵盤手。這張唱片如同前作，有著長達一張唱片的《The Gates of Delirium》，其中的一節「Soon」則曾被節錄出來發行個別的單曲。本唱片在西班牙的排行榜曾躍升到第一名的地位，接續著從1975年至1976年的巡迴演出，各團員也發行了各自的唱片。《Yesterdays》也於此時發行，收錄了前兩張專輯的曲目以及翻唱保羅·西門的《America》。
當莫拉茲於1976年離開時，Yes 先錄製了部分沒有鍵盤部分的曲目：在長時間的協調後，威克曼答應在唱片錄製時加入演出，隨後由於對新專輯級的內容表示了高度興趣，便重新加入了老戰友的行列。新專輯《Going for the One》除了十五分鐘長的《Awaken》外，皆是簡短俐落的歌曲。連同1978年的的《Tormato》專輯，雖然龐克搖滾已日趨盛行，仍取得了漂亮的成績。然而，當時的評論家對前衛搖滾的形容也越來越不客氣，甚至說 Yes 是最自我膨脹的一個團體。諷刺的是，Yes 卻也是持續最為長久的前衛搖滾團體。
1980年時，團體發生了前所未有的巨變，威克曼再度萌生退意，而這次安徳森也有意求去（當時與 Vangelis 的合作大受歡迎）。這樣一來，新專輯的錄製工作便缺少了主唱以及鍵盤手，當時的經紀人找來 The Buggles 的 Geoffrey Downes（鍵盤）and Trevor Horn（主唱）充當 Yes 的救火隊，攜手錄製全新的專輯《Drama》。專輯發行後，樂迷普遍表達了正面的評價，但他們仍然希望主唱是過往的安徳森。
在《Drama》的巡迴演唱會結束後，Yes 宣告解散。豪跟 Downes 組成了新團體 Asia，Horn 投入了唱片製作事業，史奎爾與懷特則是與 Jimmy Page 一同在錄音室中譜寫新曲。三人想要組的團體名稱是前 YesZeppelin 的縮寫：XYZ，但後來卻無疾而終，空留下幾首 Demo 帶。

### 令人驚奇的成功復出

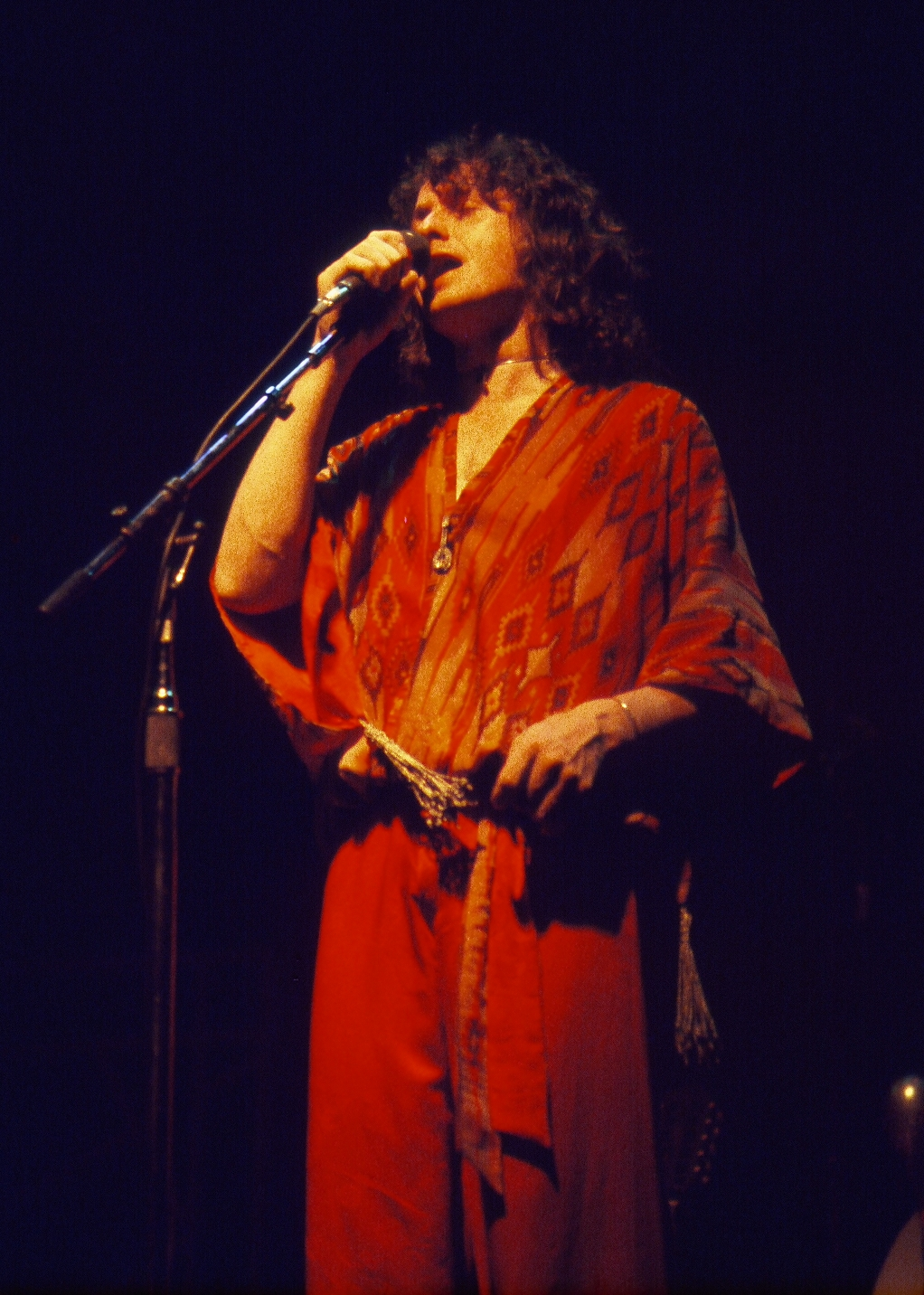
Jon Anderson

1982年，此時 Yes 解散了將近兩年，史奎爾與懷特找了羅賓（Trevor Rabin）與先前的伙伴凱雅共組了一個新團體，起初取名為 Cinema。先前已有三張作品的羅賓創作了暢銷金曲《Owner of a Lonely Heart》，同時他替 Yes 在 MTV 出現後的時代做了些調整然而保留住了團體的原味（特別是十分協調的和聲）。
原先的主唱預定是羅賓與史奎爾，不過在1983年時，安徳森在看過新 Yes 所表演的歌曲後大為激賞因此決定加入這張專輯的製作，因此才有了這次意外的轉變。樂迷將他們與經典陣容做了分別，稱他們為「Generators」（來自於接下來發行的專輯《Big Generator》）。
由崔佛操刀製作的《90125》專輯，與先前的專輯明顯不同。詞曲直入人心，而非像先前的「冗長」，加入了當時十分前衛的電子效果器。專輯總銷售成績總共有六百萬張以上（這張專輯的世界巡迴演唱整整持續了一年！），替 Yes 的新生命打了一劑強心針。專輯中的《Owner of a Lonely Heart》是各大排行榜上的暢銷金曲（同時也是 Yes 唯一的告示牌排行榜冠軍單曲）。《Leave It》與《It Can Happen》，也打入了單曲榜；演奏曲《Cinema》更入圍了葛萊美的最佳演奏歌曲。某些人認為，這首演奏曲宣示了 Yes 並未為了商業考量而完全背棄了他們的音樂原貌。這張成功的專輯連帶使現場的演奏與影像雙雙出版，皆名為《9012Live》。
1986年，俗稱的「西 Yes」開始錄製《Big Generator》，然而安徳森與史奎爾之間的溝通問題讓專輯無法如期完成，最後在羅賓的跨刀之下方才完成。然而，1987年發行的《Big Generator》銷售成績雖然依舊耀眼，但相比之下卻沒有了《90125》的大紅大紫。有些樂迷認為，在《Big Generator》反倒才是 Yes 團員們的合作最和諧完滿的時刻。其中的《Love Will Find a Way》與《Rhythm of Love》都在排行榜上有著不錯的成績。但是接下來的1988年巡迴讓團員們不但身心俱疲，醞積在內心中的不滿亦將爆發。

### 重逢
1980年代末期，安徳森對新 Yes 日益不滿（或許特別是因為史奎爾），同時他想要回到自己在經典陣容時所創作的音樂方向。當1988年安徳森離開後，他找了威克曼、豪以及布魯佛幾個老搭檔一起創作。威克曼特別強調自己不想以 Yes 的名義發行專輯；而事實上他們也沒有辦法使用，因為 Yes 這個名稱的所有權是歸史奎爾所有（於《90125》專輯合約中簽訂）。之後，他們取了個簡潔的名字「Anderson Bruford Wakeman & Howe」，或是 ABWH。勾起了老少 Yes 迷的回憶，在1989年發行的同名專輯取得了金唱片的佳績。然而，由於巡迴演唱會的名稱為「An Evening of Yes Music Plus」，因而與大西洋公司有了法律訴訟的不愉快。
當 ABWH 如火如荼地質作第二張專輯的同時，Yes 同時也在籌備新專輯的錄製。此時史奎爾開始與比利（Billy Sherwood）合作，羅賓在個人的演唱會結束後也加入陣容。ABWH 的唱片公司 Arista 則希望他們能向外邀歌，此時羅賓寄了捲試聽帶來希望 ABWH 能夠演出。當然，腦筋動得快的 Arista 認為如果兩方面的人馬能夠重逢，在獲利上能有不少的收入。經過多方協商下，在1991年的上半年，Yes 加入了 ABWH 的《Union》錄音。並且在這年的巡迴演出中同時最多有八位樂手同台演出，可說是短暫的『大 YES 樂團』，不過這張專輯的內容並未因為成員的龐雜而特別突出。明顯地，這張專輯分成兩個部分，沒有一首歌是八個人一同錄製的；其中三分之二由 ABWH 擔綱創作，同時羅賓與史奎爾貢獻了四首。這次的巡迴演唱相當成功，為1991年與1992年之間參與人數前幾高的演唱會之一。

### 1990年代至今
巡迴演出後，布魯佛、豪與威克曼相繼離開團體。Yes 此時又回到了1980年代初期的陣容：Anderson、Squire、Rabin、Kaye及White。1994年，在 Victory 唱片發行了《Talk》，這張唱片的銷售成績慘澹無比，創下團體最不名譽的紀錄。即便《The Calling》，或許是繼《Owner of a Lonely Heart》後最棒的單曲，唱片公司與美國的廣播電台卻沒有給予適當的宣傳機會。安德森與羅賓在專輯中首次合作，譜出了新舊 Yes 樂曲的完美結合品。在1994年的巡迴演出中，先前與史奎爾一同譜寫《Union》中《The More We Live》的吉他手比利·雪爾德成為了團體當時的第六位成員。凱雅與羅賓於1995年與 Yes 話別，此後羅賓專注於電影配樂，並廣受好評。
Yes 於1996年的復合正巧印證了英文諺語「never say never again」，此場演唱會舉辦於加州的 San Luis Obispo。令樂迷們簡直不敢置信，因為 Yes 重振旗鼓恢復了1970年代，那個屬於他們黃金時代時的陣容（Anderson、Squire、White、Howe及Wakeman）。緊接著發行了此演唱會的專輯《Keys to Ascension》，並有新作品出現於其中。這張專輯被樂迷們視為1970年代後 Yes 最棒的一張作品。而新發行的作品稍後被集中於 《Keystudio》這張專輯之中。不過，就當樂迷引頸期盼經典陣容開始巡迴的時候，威克曼再度離開了團體。
威克曼的位置由雪伍德所頂替，同時他也擔綱吉他的演出。1997年，發行《Open Your Eyes》，這張專輯的曲風似乎又回到 90125 年代，巡迴演唱時鍵盤手則是由俄國的伊格所擔任。之後的《The Ladder》他則是全職擔綱鍵盤手的工作。1999年的巡迴演出其中洛杉磯的一場表演發行了 DVD《The House of Blues》。
雪伍德與伊格在2000年的巡迴演唱後相繼離開（傳聞是因為伊格在私生活方面不太檢點）。而2001年所發行的新專輯《Magnification》不採用鍵盤，這同時也是 Yes 第一次在專輯中不採用鍵盤的演出。這張專輯被部分樂迷讚賞為1970年代以後最佳專輯。不僅有六十人的樂隊在音樂上支援，樂隊在編曲與指揮樂團上給予 Yes 極大的幫助。稍後，由於樂團仍無法完善地演出過去的一些歌曲，因此在這次的巡迴中 Yes 找來了另一位臨時鍵盤手 Tom Brislin。
威克曼2002年的歸隊讓樂迷喜出望外，同年 Yes 舉辦了世界巡迴演唱會（包括了久違三十年的澳大利亞）。經典陣容在近年更趨活躍受到更多方面的矚目，尤其是2004年的 35 週年慶祝。
2005年，DJ Max Graham 重新翻完《Owner Of A Lonely Heart》，登上英國金榜前十名。
同時，各團員回到了個人的音樂創作上。懷特組了一個新團體「White」（Asia 的 Geoff Downes）專輯預計將在秋天發行。史奎爾則是重組了 Syn（他在組成 Yes 前所參與的團體），計畫與豪一同巡迴演出再加上懷特一同演出《Drama》專輯中的歌曲（自1980年後便不曾演出）。後來，因為簽證問題及倫敦爆炸案的緣故因而取消。

## 成员
開創 Yes 的瓊·安德森與克里斯·思奎爾被認為是團體的核心人物。克里斯參與了所有 Yes 的專輯演出，而瓊僅缺席了其中一張的演出。瑞克·威克曼則是先後曾離開過 Yes 達四次之多。以下解釋 Yes 歷年來的陣容變化，特別的是 Yes 在 1981 及 1982年處於解散狀態。

### 目前團員
- 喬恩·戴維森（Jon Davison）- 主唱（2012至今）
- 史蒂夫·豪- 吉他／和聲（1970–1981, 1990–1992, 1995–1997, 2000至今）
- 克里斯·思奎爾- 貝斯／和聲（1968–1981, 1983至2015）
- 亞倫·懷特（Alan White）- 鼓手（1972–1981, 1983至今）
- 吉阿夫·多耐斯（Geoff Downes）- 鍵盤手 （1980 - 1981, 2011至今）

### 前任成員
- 瓊·安德森（英语：Jon Anderson）- 主唱（1968–1979, 1983–2008）
- 崔佛·宏（Trevor Horn）- 主唱（1980 - 1981）
- 班諾威·大衛（Benoît David）- 主唱（2008 - 2012）
- 彼得·班克斯 - 吉他（1968–1970）
- 崔佛·羅賓（Trevor Rabin）- 吉他／和聲／鍵盤手（1983–1994）
- 比利·雪伍德（Billy Sherwood）- 吉他／和聲 （1997–2000）
- 比爾·布魯佛（Bill Bruford）- 鼓手（1968–1972, 1990–1992）
- 湯尼·凱雅（Tony Kaye）- 鍵盤手（1968–1971, 1983–1994）
- 瑞克·威克曼（Rick Wakeman）- 鍵盤手（1971–1974, 1976–1980, 1990–1992, 1995 - 1997, 2002–2008）
- 派崔克·莫拉司（Patrick Moraz）- 鍵盤手 （1974–1976）
- 伊格·可羅雪夫（Igor Khoroshev）- 鍵盤手（1998–2000）
- 奧利弗·威克曼（Oliver Wakeman）- 鍵盤手（2008 - 2011）

## 作品

### 专辑
| 录音室专辑 - Yes (1969) - Time and a Word (1970) - The Yes Album (1971) - Fragile (1971) - Close to the Edge (1972) - Tales from Topographic Oceans (1973) - Relayer (1974) - Going for the One (1977) - Tormato (1978) - Drama (1980) - 90125 (1983) - Big Generator (1987) - Union (1991) - Talk (1994) - Keys to Ascension (1996) - Keys to Ascension 2 (1997) - Open Your Eyes (1997) - The Ladder (1999) - Magnification (2001) - Fly from Here (2011) - Heaven & Earth (2014) - The Quest (2021) - Mirror to the Sky (2023) | 现场专辑 - Yessongs (1973) (recorded: 1972) - Yesshows (1980) (recorded: 1976–1978) - 9012Live: The Solos (1985) (recorded: 1984) - Keys to Ascension (1996) (recorded: 1996) - Something's Coming: The BBC Recordings 1969–1970 (1997) (recorded: 1969–1970) - Keys to Ascension 2 (1997) (recorded: 1996) - House of Yes: Live from House of Blues (2000) (recorded: 31 October 1999) - Songs from Tsongas (2005) (recorded: 15 May 2004) - The Word Is Live (2005) (recorded: 1970–1988) - Symphonic Live (2005) (recorded: 22 November 2001) - Live at Montreux 2003 (2007) (recorded: 14 July 2003) - Union Live (2011) (recorded: 1991) - In the Present – Live from Lyon (2011) (recorded: 1 December 2009) - Like It Is: Yes at the Bristol Hippodrome (2014) – 2 CD (recorded: 11 May 2014) - Progeny: Seven Shows from Seventy-Two (2015) (recorded: 31 October – 20 November 1972) - Progeny: Highlights from Seventy-Two (2015) – 2 CD/3 LP Box Set (recorded: 31 October – 20 November 1972) - Like It Is: Yes at the Mesa Arts Center (2015) – 2 CD (recorded: 12 August 2014) - Topographic Drama – Live Across America (2017) – 2 CD/3 LP (recorded: February 2017) |

## 文化影响
- 《Homeworld》, 1999年發行的專輯《The Ladder》當中的一首歌是當時應 Relic Entertainment's 公司所發行的《Homeworld》這款即時戰略遊戲所創作的，被用為遊戲配樂及宣傳時的歌曲。

- 向 Yes 的致敬的團體有英國的 Fragile，他們往往是在演唱會上演唱 Yes 的歌曲（特別是他們認為的經典作品：從《The Yes Album》到《Close to the Edge》的三張專輯。間或加上 《Time and a Word》、《Astral Traveller》、《Owner of a Lonely Heart》等歌曲。）Fragile 獲得 Yes 成員們的激賞與鼓勵，Peter Banks 與 Steve Howe 都曾在他們的演唱會上擔任嘉賓[3]。此外，致敬團體還有 Roundabout 以及巴西團體 Yes Songs。

## 外部連結
- Yesworld : Yes 的官方網站 （页面存档备份，存于）
- Forgotten Yesterdays：對 Yes 各場表演的詳細資訊 （页面存档备份，存于）
- 2003 年墨爾本巡迴演唱詳細紀實 （页面存档备份，存于）